# Rybák tichomořský
Rybák tichomořský (Onychoprion lunatus) je středně velký tichooceánský druh rybáka ze skupiny tmavohřbetých rybáků rodu Onychoprion.

## Popis
Rybák tichomořský má podobně jako další druhy rodu Onychoprion černou čepičku a černý proužek od zobáku přes oko, kombinovaný s bílým čelem a nadočním proužkem. Spodina je bělavá, hřbet šedý, svrchní část křídel a střed ocasu tmavošedý, krajní ocasní pera bílá. Nohy a zobák jsou černé.

## Rozšíření
Hnízdí na ostrovech tropického Tichého oceánu, areál zahrnuje Americkou Samou, Francouzskou Polynésii, Indonésii, Kiribati, Marshallovy ostrovy, Mikronésii, Mariany, Palau, Šalomounovy ostrovy, Havajské ostrovy a americké ostrovy v Tichém oceánu. Zatoulaní ptáci byli zjištěni v Japonsku, na ostrovech Samoa a Tuvalu. Celosvětová populace je odhadovaná na 100 000 až 1 000 000 jedinců.